# Sulfonilurejni receptor
U polju molekularne biologije, sulfonilurejni receptori (SUR) su membranski proteini koji su molekulske mete sulfonilurejne klase antidijabetičkih lekova, čiji mehanizam dejstva je da pospešuju oslobađanje insulina iz pankreasnih beta ćelija. Specifičnije, SUR proteini su podjedinice unutrašnje-ispravljajućih kalijumskih jonskih kanala Kir6.x (6.1 i 6.2). Asocijacijom četiri Kir6.x i četiri SUR podjedinice se formira jonsko provodni kanal, koji se obično naziva KATP kanal.
Postoje tri forme sulfonilurejnog receptora, SUR1 kodiran ABCC8 genom i SUR2A i SUR2B koji su splajsne varijante jednog ABCC9 gena.

## Funkcija
Primarna funkcija sulfonilurejnog receptora je da je senzor intracelularnih nivoa nukleotida ATP i ADP. On u responsu na njihove promene posreduje otvaranje ili zatvaranje asociranog Kir6.x kalijumskog kanala. Stoga KATP kanal prati energetski balans unutar ćelije.
U zavisnoti od tkiva u kome je KATP kanal izražen, promena membranskog potencijala može da inicira niz različitih ćelijskih promena. Na primer, u pankreasnim beta ćelijama, visoki nivoi glukoze dovode do povišene produkcije ATP, koji se zatim vezuje za KATP kanal, što dovodi do zatvaranja kanala. Povišenje membranskog potencijala otvara kalcijumske kanale zavisne od napona, čime se povišava intracelularna koncentracija kalcijuma, što dovodi do eksocitoze insulina.
Pod cerebralnim ishemijskim uslovima SUR1, regulatorna podjedinica KATP- i NCCa-ATP-kanala, je izražena u neuronima, astrocitima, oligodendrocitima, endotelijalnim ćelijama i reaktivnim mikroglijama. SUR1 doprinosi poboljšanom ishodu životinjskih modela moždanog udara putem prevencije moždanog oticanja i poboljšane neurozaštite.

## Spoljašnje veze
- sulfonylurea+receptor на 